# Гринченко, Вячеслав Александрович
Вячеслав Александрович Гринченко (узб. Grinchenko Vyacheslav Aleksandrovich; 1938—1998) — советский, узбекский и российский оперный певец. Народный артист СССР (1980).

## Биография
Вячеслав Гринченко родился 21 июня (по другим источникам — 21 сентября) 1938 года в Краснограде (Украина).
В 1965 году окончил Ленинградскую консерваторию, пел в спектаклях Оперной студии при консерватории.
С 1966 года — солист Государственного театра оперы и балета имени А. Навои (ныне Большой театр имени Алишера Навои).
Выступал в концертах, первый исполнитель ряда произведений узбекских композиторов. Гастролировал за рубежом.
С 1986 по 1989 год — солист Московской филармонии.
Вячеслав Гринченко умер 13 февраля 1998 года в Краснограде. Похоронен на городском кладбище.

## Награды и звания
- Заслуженный деятель искусств Узбекской ССР (1971)
- Народный артист Узбекской ССР (1974)
- Народный артист СССР (1980)
- Государственная премия Узбекской ССР имени Хамзы (1981)[4].

## Партии
- «Борис Годунов» М. П. Мусоргского — Борис Годунов
- «Царская невеста» Н. А. Римского-Корсакова — Собакин
- «Князь Игорь» А. П. Бородина — Галицкий, Кончак
- «Русалка» А. С. Даргомыжского — Мельник
- «Пиковая дама» П. И. Чайковского — Томский
- «Дон Карлос» Дж. Верди — Филипп II
- «Аида» Дж. Верди — Рамфис
- «Севильский цирюльник» Дж. Россини — Дон Базилио
- «Фауст» Ш. Гуно — Мефистофель
- «Кармен» Ж. Бизе — Эскамильо
- «Оптимистическая трагедия» А. Н. Холминова — Вожак
- «Пётр Первый» А. П. Петрова — Пётр.